# Disintegration
Disintegration è l'ottavo album in studio del gruppo musicale britannico The Cure, pubblicato il 2 maggio 1989 dalla Fiction Records.
È il primo album del gruppo a raggiungere la top 10 della classifica italiana (7º posto), collocandosi al 20º posto fra gli album più venduti complessivamente nel 1989.
Disintegration è stato anche posizionato nella lista dei 500 migliori album di tutti i tempi secondo Rolling Stone alla posizione 326.

## Descrizione
Disintegration, come altri della discografia dei Cure, nasce dai sogni visionari di Robert Smith ed è uno degli album di maggior successo del gruppo. Nato dieci anni dopo il loro esordio, con Three Imaginary Boys, rientra nella trilogia "dark" insieme a Pornography e Bloodflowers. Arrivato alla soglia dei trent'anni, il cantante e chitarrista Robert Smith sentì la necessità di dare un seguito alla crescente popolarità della recente musica del gruppo in ambito pop con un lavoro più adulto e duraturo. Ciò, unito ad un malcelato disagio per la fama mainstream raggiunta dai Cure, portò Smith a tornare ad indulgere nell'uso di droghe allucinogene, gli effetti delle quali ebbero una forte influenza sulla produzione dell'album. I Cure registrarono Disintegration negli Hookend Recording Studios di Checkendon, Oxfordshire, con la co-produzione di David M. Allen, dalla fine del 1988 all'inizio del 1989. Durante la lavorazione del disco, il membro fondatore del gruppo Lol Tolhurst venne licenziato dalla band.
Nonostante le paure della Fiction che il nuovo album si potesse rivelare un "suicidio commerciale", Disintegration divenne l'album più venduto dei Cure. Raggiunse la posizione numero 3 nel Regno Unito e la 12 negli Stati Uniti, e produsse svariati brani di successo tra i quali Lovesong, che raggiunse la seconda posizione nella classifica Billboard Hot 100.
Musicalmente l'album si stacca dalle sonorità più solari di Kiss Me Kiss Me Kiss Me, The Head on the Door e The Top, per la creazione di un sound dark rock più innovativo e più maturo, ottenuto combinando insieme influenze dal rock psichedelico e dal miglior pop britannico. Questa evoluzione stilistica, seppur accennata negli album precedenti, trova totale compimento in quest'opera.

### Registrazione e produzione
La depressione di Robert Smith prima delle sedute di registrazione per Disintegration era da imputarsi alla sua paura di invecchiare, l'artista stava infatti per compiere trent'anni. Questa riflessione lo portò a pensare che tutti i capolavori del rock and roll erano stati completati prima che i membri dei gruppi che li avevano creati raggiungessero quell'età. Di conseguenza Smith iniziò a comporre musica da solo senza il resto del gruppo. Il materiale che compose così di getto, possedeva atmosfere molto deprimenti, che egli stesso imputò "al fatto che stava raggiungendo i trenta". I Cure si ritrovarono a casa di Boris Williams nell'estate del 1988 dove Smith suonò ai suoi compagni di band i nastri demo del nuovo materiale da lui scritto. Se le nuove canzoni non fossero a loro piaciute, Robert era pronto a farle uscire come suo progetto solista. Il gruppo però gradì il nuovo materiale e quindi iniziò la lavorazione del nuovo album. La band incise 32 tracce a casa di Williams, impiegando un registratore a 16 piste.
Quando la band entrò nell'Hook End Manor Studios a Reading, ormai gli altri componenti dei Cure non tolleravano più gli atteggiamenti tenuti da Tolhurst dovuti ai suoi crescenti problemi con l'abuso di alcol. Preoccupato dai conflitti di ego in atto tra i membri del gruppo, Smith si chiuse in un ostinato mutismo cercando di limitare il contatto con gli altri il più possibile. Decise inoltre di abbandonare la patina commerciale e pop dei brani presenti nel precedente Kiss Me Kiss Me Kiss Me, volendo invece ricreare le tetre atmosfere di album come Pornography (1982). Il suicidio fu un altro di quei temi ai quali Smith pensava molto all'epoca. Poco dopo l'inizio delle sessioni per Disintegration, due adolescenti si suicidarono in una città vicina. Si diffuse anche la notizia che i due ragazzi erano fan dei Cure e che avevano suonato i primi dischi della band prima di uccidersi. Smith appese alla parete dello studio un ritaglio di giornale che riportava la notizia del duplice suicidio: «So che è una tragedia, ma allo stesso tempo è sinistramente divertente perché è ovvio che noi non c'entriamo niente con quella faccenda. Siamo solo stati tirati in ballo».
Tolhurst, intanto, aveva diradato sempre più la sua presenza durante le sedute. La band trovava impossibile ormai lavorare con lui, e Lol passava quasi tutto il suo tempo a bere e a guardare MTV. I membri della band, tranne Smith, si misero a provocare e a molestare fisicamente Tolhurst semplicemente per vedere di scatenare una reazione da parte sua. Smith ricorda che Tolhurst si trasformò in qualcuno che non riconosceva: «Non sapevo più chi fosse e nemmeno lui stesso lo sapeva. Ero solito sbraitare contro gli altri perché era troppo malsano il modo in cui lo stavano trattando all'epoca». Ad un certo punto, Smith si trovò nella situazione di tollerare la presenza di Tolhurst nei The Cure solo in virtù del fatto che si sentiva in obbligo verso il vecchio amico. Gli altri componenti della band, infine, dissero che avrebbero lasciato il gruppo se Tolhurst fosse rimasto. Quando Tolhurst arrivò verso la fine delle registrazioni durante la fase di mixaggio presentandosi completamente ubriaco, scoppiò una lite furiosa che mise fine alla sua permanenza nel gruppo. Smith e il resto della band confermarono che egli non aveva contribuito in nessun modo alla stesura del nuovo disco e nelle note dei crediti concessero a Tolhurst solo un vago riferimento al fatto di aver suonato "strumenti vari".

### Contenuti
Disintegration mostra il ritorno da parte di Robert Smith alle tematiche dark e all'estetica cupa che avevano caratterizzato i lavori dei Cure nei primi anni ottanta. Smith cercò deliberatamente di registrare un album che fosse "deprimente", come riflesso del suo stato psicologico dell'epoca. Il sound del disco fu uno shock per la dirigenza dell'Elektra Records, l'etichetta statunitense della band; e anche la Fiction cercò di dissuadere Smith dal pubblicare quello che reputavano un sicuro insuccesso.
Disintegration è caratterizzato da un significativo utilizzo di sintetizzatori e tastiere sognanti, da progressioni chitarristiche lente e ossessive, e dallo stile di canto introspettivo, quasi sussurrato in alcuni pezzi, usato da Robert Smith.
Sebbene l'album si caratterizzi per la forte presenza di brani cupi, Lovesong, Pictures of You e Lullaby sono comunque brani orecchiabili e molto popolari. Smith volle creare una sorta di bilanciamento tra canzoni più pop e tracce meno fruibili e d'atmosfera. L'artista scrisse Lovesong come regalo di nozze per la moglie Mary Poole. Il testo di questa canzone possiede dei toni ottimisti notevolmente differenti rispetto al resto dell'album, ma Smith considera il brano componente fondamentale di Disintegration: «È una dichiarazione a cuore aperto. Non è un modo per essere più onesto. Mi ci sono voluti dieci anni per raggiungere un punto nel quale sentirmi a mio agio cantando una canzone d'amore così diretta». In passato, Smith sentiva la necessità di nascondere le proprie emozioni barricandosi dietro una maschera o dei personaggi inventati. Egli fece notare come senza Lovesong, Disintegration sarebbe risultato radicalmente diverso: «Quella specifica canzone, penso, fece riflettere parecchie persone. Se la traccia non fosse stata sul disco, sarebbe stato molto facile etichettare l'album in un certo modo. Ma sbattere in faccia un brano del genere a molti critici, li confuse parecchio poiché pensarono: "Questa non c'entra nulla"». Altro brano cardine del disco è l'angosciante Lullaby, rappresentazione in musica degli incubi di Smith (e della sua fobia verso i ragni). L'ispirazione per la canzone venne a Robert Smith dai suoi ricordi d'infanzia ripensando alle ninna nanne "terrificanti" che suo padre era solito cantargli quando non riusciva a dormire: «[Mio padre] ne tirava fuori sempre una. Avevano tutte un finale orribile. Erano cose del tipo "dormi adesso, bel bambino o non ti sveglierai mai più... "».

### Pubblicazione e accoglienza
| Recensione       | Giudizio   |
| ---------------- | ---------- |
| AllMusic         | [ 1 ]      |
| BBC              | favorevole |
| Robert Christgau | C+         |
| NME              | favorevole |
| Pitchfork        | [ 13 ]     |
| Rolling Stone    | [ 14 ]     |
| Sputnikmusic     | [ 15 ]     |
| Piero Scaruffi   | [ 16 ]     |
| Melody Maker     | favorevole |

Disintegration venne pubblicato nel maggio 1989 e raggiunse la terza posizione in classifica nella Official Albums Chart, miglior piazzamento dei Cure in patria fino ad allora. In Gran Bretagna, il singolo Lullaby divenne il maggior successo dei Cure raggiungendo la quinta posizione in classifica. Negli Stati Uniti, grazie all'inclusione della stessa nella colonna sonora del film Lost Angels, l'Elektra Records pubblicò Fascination Street come primo singolo estratto dall'album. Il secondo singolo, Lovesong, divenne il maggior successo della band in America, raggiungendo la seconda posizione nella classifica di Billboard. Il successo di Disintegration fu tale che quando venne pubblicato l'ultimo singolo estratto da esso nel marzo 1990, Pictures of You, la canzone arrivò al numero 24 nelle classifiche britanniche, nonostante il fatto che l'album fosse ormai vecchio di un anno. Disintegration ricevette la certificazione di disco d'argento (60 000 copie vendute) in Gran Bretagna, e nel 1992 aveva raggiunto la cifra di più di tre milioni di copie vendute in tutto il mondo.
In promozione del nuovo album, la band intraprese il "The Prayer Tour" partendo dall'Europa. Il gruppo si esibì in numerosi concerti, incluso uno show davanti a più di 40 000 persone nel corso di due serate a Parigi, e le prime esibizioni nell'Europa dell'est. Dopo le date europee, i Cure partirono alla volta degli Stati Uniti per il tour in Nord America. Data la paura di volare di Robert Smith e Simon Gallup, la band affrontò il viaggio in nave e non in aereo. Il primo concerto negli Stati Uniti si tenne in New Jersey all'interno del Giants Stadium, davanti a una folla di 44 000 persone.
In una recensione dell'epoca apparsa su Rolling Stone, il critico musicale Michael Azerrad diede all'album tre stellette e mezzo su cinque affermando: "anche se Disintegration non stabilisce un nuovo canone per la band, perfeziona alla grande quello che i Cure sanno fare meglio". Egli aggiunse: "Nonostante il titolo, Disintegration è coeso in maniera magnifica, creando e sostenendo un sentimento di malinconia introspettiva. Se, come Smith vuol lasciar intendere, i Cure sono sul punto di disintegrarsi come band, questo è un degno epitaffio". Chris Roberts del Melody Maker criticò il disco scrivendo che sebbene Disintegration non potesse essere definito un pessimo album, non gli era piaciuto a causa della mancanza di brani dalla melodia memorabile, concludendo che i Cure avevano deciso inequivocabilmente di smettere di incidere dischi pop pubblicando un disco noioso come Disintegration". NME invece lodò Disintegration proprio per le canzoni in esso contenute: "sin dalla prima traccia Plainsong, un'ondeggiante, lenta narrazione, paralizza l'ascoltatore con il veleno di Disintegration". Barbara Ellen fece notare l'ampio ventaglio di emozioni espresse da Smith nei testi. Anche se trovò superflue le due tracce "extra" inserite nella versione CD dell'album, Ellen definì Disintegration "un disco sorprendentemente completo e maturo". La rivista Q assegnò tre stelle su cinque all'album, criticandone l'originalità e mettendolo a confronto con i lavori dei Joy Division. Mat Snow osservò: "I Cure hanno studiato bene la lezione delle linee di basso tragiche, dei lick di chitarra fragili ed esitanti, e dell'accompagnamento funereo delle tastiere". Robert Christgau del The Village Voice diede all'album una "C+" definendo il disco un tentativo da parte di Smith di allargare il suo pubblico ricorrendo a degli scontati "cliché gotici".
In una recensione retrospettiva apparsa su AllMusic, Stephen Thomas Erlewine diede a Disintegration quattro stellette e mezzo su cinque, lodando la band per i brani e le "atmosfere memorabili che erano stati in grado di creare". Inoltre Erlewine definì Disintegration "seducente in maniera oscura", e "un disco ipnotico". Pitchfork giudica positivamente l'opera, definendo Disintegration "il capolavoro indiscusso di Robert Smith".
Disintegration è stato inserito in numerose liste dei migliori dischi di sempre. Nel 2003 Rolling Stone lo piazzò al numero 326 nella sua lista dei "500 Greatest Albums of All Time". L'edizione tedesca della stessa rivista posizionò Disintegration addirittura alla posizione numero 184 nella stessa lista. L'album venne giudicato il miglior disco del 1989 da Melody Maker, e messo al diciassettesimo posto da Q nella classifica "40 Best Albums of the 80s", e alla trentottesima posizione nella "Best Albums of the 80s" di Pitchfork Media. Inoltre Disintegration risulta inserito al numero 14 nella lista "New Classics: The 100 Best Albums from 1983 to 2008" redatta da Entertainment Weekly. Nel 2012, Slant Magazine inserì l'album al numero 15 nella sua lista dei "Best Albums of the 1980s".

## Tracce
Testi e musiche di Robert Smith.
1. Plainsong – 5:12
2. Pictures of You – 7:24
3. Closedown – 4:16
4. Lovesong – 3:28
5. Last Dance (esclusa dalla versione LP) – 4:42
6. Lullaby – 4:08
7. Fascination Street – 5:16
8. Prayers for Rain – 6:04
9. The Same Deep Water as You – 9:18
10. Disintegration – 8:18
11. Homesick (esclusa dalla versione LP) – 7:06
12. Untitled – 6:30

## Edizione deluxe
Il 24 maggio 2010 viene pubblicata dalla Rhino Records la versione rimasterizzata dell'album, come quarta puntata della serie celebrativa della carriera del gruppo iniziata cinque anni prima. A differenza degli altri album precedentemente rieditati, oltre al consueto disco di rarità e demo (Rarities (1988-1989)), la nuova edizione comprende anche una versione rimasterizzata ed espansa dell'album dal vivo Entreat, originariamente pubblicato nel 1991, contenente tutte le canzoni di Disintagration eseguite durante i concerti e sotto il nuovo titolo Entreat Plus.
Rarities (1988-1989)
1. Prayers for Rain – RS Home Demo (Instrumental) - 3:01
2. Pictures of You – RS Home Demo (Instrumental) - 3:31
3. Fascination Street – RS Home Demo (Instrumental) - 2:42
4. Homesick – Band Rehearsal (Instrumental) - 3:14
5. Fear of Ghosts – Band Rehearsal (Instrumental) - 2:59
6. Noheart – Band Rehearsal (Instrumental) - 2:42
7. Esten – Band Demo (Instrumental) - 3:15
8. Closedown – Band Demo (Instrumental) - 2:50
9. Lovesong – Band Demo (Instrumental) - 3:42
10. 2 Late (alternate version) – Band Demo (Instrumental) - 2:52
11. The Same Deep Water As You – Band Demo (Instrumental) - 6:07
12. Disintegration – Band Demo (Instrumental) - 6:37
13. Untitled (alternate version) – Studio Rough (Instrumental) - 3:39
14. Babble (alternate version) – Studio Rough (Instrumental) - 3:01
15. Plainsong – Studio Rough (Guide Vocal) - 4:45
16. Last Dance – Studio Rough (Guide Vocal) - 4:43
17. Lullaby – Studio Rough (Guide Vocal) - 3:49
18. Out of Mind – Studio Rough (Guide Vocal) - 3:00
19. Delirious Night – Rough Mix (Vocal) - 4:32
20. Pirate Ships – RS Solo, Rough Mix (Vocal) - 3:38

Entreat Plus
1. Plainsong – 5:19
2. Pictures of You – 7:04
3. Closedown – 4:22
4. Lovesong – 3:24
5. Last Dance – 4:37
6. Lullaby – 4:14
7. Fascination Street – 5:10
8. Prayers for Rain – 4:49
9. The Same Deep Water as You – 10:04
10. Disintegration – 7:54
11. Homesick – 6:47
12. Untitled – 6:45

## Formazione
- Robert Smith - voce, chitarra e tastiera
- Simon Gallup - basso e tastiera
- Boris Williams - batteria
- Porl Thompson - chitarra
- Roger O'Donnell - tastiera
- Laurence Tolhurst - strumenti vari

## Classifiche

### Classifiche settimanali
| Classifica (1989) | Posizione massima |
| ----------------- | ----------------- |
| Australia         | 9                 |
| Austria           | 5                 |
| Canada            | 22                |
| Francia           | 3                 |
| Germania          | 2                 |
| Italia            | 7                 |
| Norvegia          | 7                 |
| Nuova Zelanda     | 6                 |
| Paesi Bassi       | 3                 |
| Regno Unito       | 3                 |
| Spagna            | 4                 |
| Stati Uniti       | 12                |
| Svezia            | 10                |
| Svizzera          | 4                 |

### Classifiche di fine anno
| Classifica (1989) | Posizione |
| ----------------- | --------- |
| Austria           | 18        |
| Francia           | 35        |
| Germania          | 13        |
| Italia            | 20        |
| Spagna            | 16        |
| Stati Uniti       | 35        |